# Мезекевешд
Мезокевешд (мађ. Mezőkövesd) град је у Мађарској. Мезокевешд је један од важнијих градова у оквиру жупаније Боршод-Абауј-Земплен. Град и околину насељавају припадници Матјо (мађ. Matyó) етничке групе.
Мезокевешд је имао 16.905 становника према подацима из 2009. године. Овде постоје ФК Мезекевешд СЕ, Стадион Фехервари ут и Градски стадион Мезекевешд.

## Географија
Град Мезокевешд се налази у северном делу Мађарске. Од престонице Будимпеште град је удаљен око 130 километара источно. Град се налази у северном делу Панонске низије, подно планине Бук. Надморска висина града је око 115 метара.

## Историја
Подручје је било насељено још од Велике сеобе. Вероватно је прво мађарско насеље овде настало убрзо после освајања Угарске, али се 1275. године у црквеном документу помиње као пусто место. Вероватно је да је село уништено током монголске инвазије на Угарску.
У 13. веку, Мезекевешд је био најјужнији град који је припадао имању Диошђер. Године 1464. град је добио печат и привилегије од краља Матије. Име народа Матио, који је насељавао град и околину, вероватно потиче од његовог имена.
Године 1544. град су заузели Турци. 1552. године – године када је дворац Егер био под опсадом Турака – Мезекевешд је потпуно уништен. Иако је обновљено, након битке у оближњем селу Мезекерестеш, поново је уништено 1596. године и није било обнављано скоро 100 година.
До 1784. Мезекевешд је био краљевско имање. Те године град се ослободио својих феудалних обавеза. Наредне године донеле су просперитет. Године 1860. железничка пруга је стигла до града.
Године 1938. пронађен је термални извор на имању Лајоша Жорија. Изграђено је термално купатило и сада је једна од главних туристичких атракција града. Године 1941. град је имао 21.000 становника, највећи број становника икада забележен.
Пре Другог светског рата у Мезекевешду је постојала јеврејска заједница. На свом врхунцу, у заједници је било 862 Јевреја, од којих су већину убили нацисти у Холокаусту.

## Галерија
- Поглед на средиште града
- Градско језгро
- Римокатоличка црква
- Пољопривредни музеј